# Ahmed Mukhtar Jaff
Ahmed Mukhtar Jaff (kurdiska:ئەحمەد موختار جاف, arabiska:أحمد مختار الجاف), född 1898 i Halabja i Osmanska riket, död 6 februari 1935, var en kurdisk irakisk politiker och poet. Jaff var Halabjas guvernör mellan 1919 och 1924.